# Uvariodendron kirkii
Uvariodendron kirkii là một loài thực vật có hoa thuộc họ Annonaceae. Loài này có ở Kenya và Tanzania.